# St. Veit an der Gölsen
St. Veit an der Gölsen é um município da Áustria localizado no distrito de Lilienfeld, no estado de Baixa Áustria.